# Karol Pelczarski
Karol Pelczarski (ur. 11 lutego 1998 r.) – polski unihokeista. Uczestnik World Games 2017.

## Kariera klubowa
- UKS Wiatr Ludźmierz (kat. junior starszy) (2013 - 2016)
- KS Górale Nowy Targ (2013 - 2016)
- UKS Wiatr Ludźmierz (2016 - )

## Sukcesy

### Klubowe
- Mistrzostwo Polski – (2 x ): 2014/15, 2015/16
- Brązowy medal – (1 x ): 2013/14[2]

### Reprezentacyjne
- Mistrzostwa Świata Juniorów U-19

- (1 x 6 miejsce): MŚ 2015

## Statystyki
Szczegółowa tabela występów w reprezentacji.
| Turniej                  | Rok  | M | B | A | Pkt |
| ------------------------ | ---- | - | - | - | --- |
| Występy w reprezentacji  |      | 6 | 0 | 0 | 0   |
| Wrocław - 6. Polish Open | 2016 | 3 | 0 | 0 | 0   |
| Harlev - Denmark Open    | 2015 | 3 | 0 | 0 | 0   |